# Castillo de Vibyholm
El Castillo de Vibyholm (en sueco: Vibyholms slott) es una mansión en Årdala, municipio de Flen, Suecia. El edificio principal se halla en una isla en el lago Båven. 

## Historia
Vibyholm fue construido entre 1622 y 1630 en estilo Alto Renacentista holandés según el diseño del arquitecto holandés Caspar van Panten (1585-1630). Se hizo una restauración en 1798 obedeciendo a los dibujos del arquitecto sueco Carl Christoffer Gjörwell (1766-1837). A mediados del siglo XIX, se hizo una restauración de la casa llevada a cabo bajo la dirección del arquitecto sueco Lars Jacob von Röök (1778-1867).